# Малая Россия или Украина?
«Ма́лая Росси́я или Украи́на?» (рус. дореф. «Ма́лая Россі́я или Украи́на?») — произведение историка и публициста Андрея Стороженко, статья, позднее — брошюра. Посвящена вопросу генезиса названия «Украина» и его соотношения с историческими понятиями «Русь» и «Малороссия», а также вопросу о существовании единого русского народа как объединения трёх народностей. Впервые опубликована в 1918 году в Киеве в сборнике «Малая Русь», переиздана в Одессе в 1919 году в трудах «Подготовительной по национальным делам комиссии», составленных Василием Шульгиным, и в том же году — отдельной брошюрой в Ростове-на-Дону. Выдержала ряд дальнейших переизданий, в частности, в сборнике «Украинский сепаратизм в России. Идеология национального раскола» в 1998 году.

## История

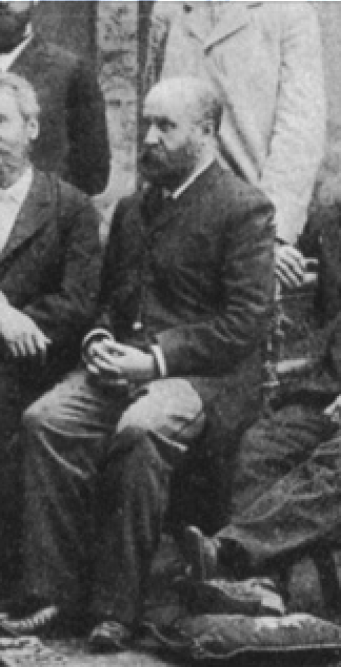
Автор труда, историк Андрей Стороженко

В годы революции и Гражданской войны историк Андрей Стороженко принимал активное участие в общественно-политической жизни Киева. По определению историка Александра Оглоблина, он в это время являлся одним из лидеров киевских «малороссов».
С 1917 года Стороженко состоял председателем Союза приходских советов Киева, и Совет под его преседательством протестовал против создания украинской автокефальной церкви. В середине 1918 года Стороженко (председатель) и Скрынченко (заместитель) подписали письмо к правящему митрополиту Антонию с требованием привлечения к ответственности некоторых членов церковной рады, выступавших за создание Украинской автокефальной церкви. Согласно воспоминаниям профессора Василия Зеньковского, кандидатура крайне правого Стороженко, занимавшего в это время пост председателя Союза, была выдвинута от русских церковных групп в мае 1918 года на пост Министра Исповеданий при формировании правительственного кабинета гетмана Павла Скоропадского, но была отклонена ввиду протеста украинских групп.
В этих условиях Андреем Стороженко в 1918 году была написана научная статья с названием «Малая Россия или Украина?» По мнению исследователя научного и публицистического наследия Андрея Стороженко Сергея Копылова, написание данной статьи свидетельствует о враждебном отношении Стороженко к возникновению украинской государственности и является проявлением его консервативных взглядов на украинофильство и стремлением отмежеваться от чрезмерно заполитизированного украинского движения.
Первоначально статья была издана в киевском сборнике «Малая Русь», издававшемся Василием Шульгиным. Затем она в 1919 году была повторно издана в Одессе в малорусском отделе «Подготовительной по национальным делам комиссии». Существует мнение, что к моменту этого повторного издания Стороженко переехал из Киева в Одессу, опасаясь в Киеве физического уничтожения, как участник Киевского Клуба русских националистов, члены которого поголовно были подвергнуты в 1919 году репрессиям со стороны большевиков. Также статья была издана отдельной брошюрой в 16 страниц в Ростове-на-Дону.
В советское время брошюра Стороженко «Малая Россия или Украина», изданная в Ростове-на-Дону в 1919 году, входила в число запрещённых книг, подлежащих изъятию из библиотек и книготорговой сети.
В 1998 году статья была переиздана в России в сборнике «Украинский сепаратизм в России. Идеология национального раскола» под редакцией Михаила Смолина. Существовал также ряд других переизданий статьи.

## Содержание
Копылов пишет, что в статье «Малая Россия или Украина» Стороженко пытался доказать, что «всеми своими корнями украинская идеология вросла в польскую почву». Согласно его мнению, инициаторами возникновения термина «Малая Русь» в отношении Киевской и Поднепровской Руси являются константинопольский патриарх и византийский император. По мнению Стороженко, изложенному в статье, термины Великая и Малая Русь начали употреблять византийцы после разгрома Руси татарами в XIII веке. Термины эти со временем прижились на Руси и в дальнейшем «Название „Малая Россия“ прочно держалось среди книжных людей». В то же время, по убеждению автора, слово «украина» с давнего времени использовалось в русском и польском языке в значении пограничья, приграничной местности или области, но после Вечного мира 1686 года поляки всячески старались «затереть самое имя Малой России в своих пределах и заменить его именем Украины». «Минуло сто с лишком лет, прошли ужасы гайдамачины, настали разделы Польши и вот тогда, — утверждал автор, — польские учёные заговорили об особой украинской национальности». И «в первой четверти XIX века появилась особая „украинская“ школа польских учёных и поэтов, давшая чрезвычайно талантливых представителей. К. Свидзинский, М. Грабовский, Э. Руликовский, А. Мальчевский, С. Гощиньский, Б. Залеский и многие другие продолжали развивать начала, заложенные графом Я. Потоцким и Ф. Чацким, и подготовили тот идейный фундамент, на котором создалось здание современного нам украинства».
В работе приведено значительное количество число цитат из русских и польских источников, «демонстрирующих практику использования понятий „Украина/украйны“, „Малая Русь/Малороссия“ на протяжении всего древнерусского периода и вплоть до XIX в.», — пишет историк Роман Храпачевский.
Стороженко связывает «происхождение „Украины“ и „украинского народа“ с политическими программами возрождения „великой Польши“ или пангерманизма».

## Оценки

### Научные
Роман Храпачевский характеризует работу Стороженко в качестве наиболее подробно исследующей этимологию слова «Украина» как в русском, так и польском языках.
Изложенная в статье теория Стороженко о том, что «Малая Русь» подлежит трактовке как метрополия Руси, а «Великая Русь» является её колонией, нашла отражение в «Энциклопедии истории Украины» в определении термина «Малая Русь» (укр. «Мала Русь»), а также данная статья отмечается там в качестве одной из наиболее заметных работ сборника «Малая Русь».

### Политические
Общественный деятель и публицист Василий Шульгин, находясь в эмиграции, в своём политическом памфлете «Украинствующие и мы», опубликованном в 1939 году в Белграде, уделил внимание этой работе Стороженко и назвал её «бесстрашным рассказом о полонизации Руси под видом „украинизации“». Этот очерк Стороженко, полагает Шульгин, установил, что «украинствование рождено и взлелеяно поляками».
Завершающие слова статьи Стороженко «Украинский туман должен рассеяться, и русское солнце взойдёт!» в современное время используются в качестве одного из политических лозунгов в среде противников украинизации и защитников русского языка на Украине. Эти же слова были использованы составителем сборника «Украинский сепаратизм в России. Идеология национального раскола» историком Михаилом Смолиным в качестве названия и основного смыслового посыла своей вводной статьи к данному сборнику.

## Критика
Русский историк и филолог Александр Соловьёв подверг критике теорию Стороженко о греческом разделении страны на Малую и Великую как на метрополию (малая часть страны) и её колонию (великая часть). Согласно его анализу, далеко не всегда политические определения частей стран как «великая» и «малая» означают именно такое деление, в частности, самим разделением Греции на Великую и Малую, где слово «великая» является украшающим эпитетом. «…Классическая древность знает лишь понятие … Graecia Magna или maior: оно встречается у Плиния, Тита Ливия, Птоломея и Страбона. Но нигде нет соответствующего ей выражения Graecia minor» — пишет историк.
Научный сотрудник Новокузнецкого художественного музея Александр Клещёвский, соглашаясь с критикой Соловьёва, предполагает, что именно в данной статье Стороженко впервые была изложена ошибочная теория об образовании смысловой пары значений «Малая Русь» — «Великая Русь», как производной от несуществовавшей смысловой пары «Великая Греция» — «Малая Греция», которая впоследствии получила широкое распространение «в публицистических статьях исторической направленности, тиражируемых интернетом».

## Варианты издания

### В бумажных изданиях
- Стороженко А. В. Малая Россия или Украина? // Под ред. В. Шульгина. Малая Русь : сборник. — Киев: Паевое товарищество, 1918. — Вып. 1. — С. 8—19.[5]
- Стороженко А. В. Малая Россия или Украина? // Труды подготовительной по национальным делам комиссии, малорусский отдел. — Одесса, 1919. — Вып. 1.  Сборник статей по малорусскому вопросу. — С. 52—64.
- Стороженко А. В. Малая Россия или Украина?. — Ростов-на-Дону, 1919. — 16 с.[2][15]
- Стороженко А. В. Малая Россия или Украина? // Украинский сепаратизм в России. Идеология национального раскола. — Москва, 1998. — С. 280—290. — 432 с. — (Пути русского имперского сознания). — 5000 экз. — ISBN 5-89097-010-0.[5]
- Стороженко А. В. Малая Россия или Украина // Гончаров В. А. Русское слово : журнал. — Луганск, 2004. — Вып. 3 (10). — С. 1—10.

### В электронных изданиях
- Стороженко А. В. Малая Россия или Украина. Украинские страницы (30 января 2001). — Опубликована с сокращениями из сб. «Украинский сепаратизм в России. Идеология национального раскола». Дата обращения: 15 июня 2014. Архивировано из оригинала 23 сентября 2012 года.
- Стороженко А. В. Малая Россия или Украина? (электронная публикация). Эл № 77-6567, публ.10207. «Академия Тринитаризма» (25 января 2003). Дата обращения: 26 июля 2012.